# Stavka
Stavka è l'abbreviazione di Comandante in capo delle Forze Armate (russo: Ставка Верховного главнокомандования Stavka Verchovnogo glavnokomandovanija) o "Quartier Generale" delle forze armate nella tarda Russia Imperiale e nell'Unione Sovietica.

## Lo Stavka durante la prima guerra mondiale
Comandante in capo dell'Armata russa fu il granduca Nikolaj Nikolaevič, nipote dello Zar Nicola I; assunse tale carica alla fine dell'agosto 1914, per cui non partecipò direttamente alla stesura dei piani militari successivamente impiegati in guerra. Sebbene il suo operato sia stato competente, se non addirittura brillante, in campo militare, tuttavia finì anch'egli per essere manipolato da Rasputin, e nell'estate del 1915 venne destituito da tale comando, che venne assunto direttamente dallo Zar, che non aveva alcuna preparazione militare.
La sede dello Stavka venne dapprima stabilita a Baranoviči (Baranavičy), una città Bielorussa (in seguito polacca). Nel 1915, in seguito all'avanzata tedesca il comando generale venne trasferito a Mogilëv (Mahilëŭ).

## Lo Stavka durante la seconda guerra mondiale
Lo Stavka delle forze armate Sovietiche durante la Seconda guerra mondiale (la Grande guerra patriottica), rinominato anche "Comando generale delle Forze Armate dell'Unione delle Repubbliche Socialistiche Sovietiche", venne creato il 23 giugno 1941 con un decreto segreto firmato da Iosif Stalin nella sua doppia carica di Presidente del Consiglio dei Ministri e Segretario Generale del Partito Comunista dell'Unione Sovietica. Con tale decreto lo Stavka venne formato dal ministro della difesa, maresciallo Semën Timošenko (come presidente), il comandante dello Stato Maggiore generale, Georgij Žukov, Stalin stesso, Vjačeslav Molotov, i marescialli Kliment Vorošilov e Budënnyj e il Commissario del Popolo della Marina, Ammiraglio Kuznecov.
Lo stesso decreto stabiliva che lo Stavka come "l'istituzione di un consiglio permanente dello Stavka comprendeva i comandanti, maresciallo Kulyk, maresciallo Šapošnikov, Kirill Mereckov, il comandante della Forza Aerea Žigarev, Nikolaj Vatutin, il comandante della Difesa aerea Voronov, Mikojan, Kaganovič, Berija, Voznesenskij, Ždanov, Malenkov, Mechlis".
Entro pochi giorni Stalin assunse tutti i poteri politici e militari: egli era già presidente del consiglio dei commissari del popolo dal 6 maggio 1941; dal 30 giugno 1941 divenne il capo del Comitato di difesa dello Stato, quindi il 19 luglio 1941 divenne commissario alla difesa al posto del maresciallo Timošenko e quindi presidente dello Stavka; infine l'8 agosto 1941 assunse anche la carica di "comandante supremo delle forze armate".
Di fronte ai continui rovesci militari l'ex capo di stato maggiore generale Mereckov venne arrestato in seguito alle false accuse mossegli da Beria e Merkulov. Mereckov venne successivamente rilasciato e richiamato da Stalin nei primi giorni del settembre 1941.
Lo Stavka del Comando Principale venne rinominato Stavka del Comando Supremo il 10 luglio 1941. L'8 agosto dello stesso anno venne ulteriormente rinominato Stavka del comandante generale supremo, che era Stalin.